# Glaphyromorphus
A Glaphyromorphus  a hüllők (Reptilia) osztályába a  pikkelyes hüllők (Squamata) rendjébe a gyíkok (Sauria)  alrendjébe és a  vakondgyíkfélék (Scincidae) családjába  tartozó nem.

## Rendszerezés
A nembe az alábbi 18 faj tartozik.
- Glaphyromorphus antoniorum
- Glaphyromorphus brongersmai
- Glaphyromorphus butlerorum
- Glaphyromorphus clandestinus
- Glaphyromorphus cracens
- Glaphyromorphus crassicaudum
- Glaphyromorphus darwiniensis
- Glaphyromorphus douglasi
- Glaphyromorphus emigrans
- Glaphyromorphus fuscicaudis
- Glaphyromorphus gracilipes
- Glaphyromorphus isolepis
- Glaphyromorphus mjobergi
- Glaphyromorphus nigricaudis
- Glaphyromorphus pardalis
- Glaphyromorphus pumilus
- Glaphyromorphus punctulatus
- Glaphyromorphus timorensis

## Külső hivatkozás
- Képek az interneten a fajról